# Gran Premio d'Italia 1999
Il Gran Premio d'Italia 1999 è stato la tredicesima prova del Campionato mondiale di Formula 1 1999 ed è stato disputato il 12 settembre 1999 sul circuito di Monza. Il fine settimana è stato caratterizzato dalla superiorità tecnica delle McLaren, in particolare di Mika Häkkinen, che è riuscito a conquistare la pole position al sabato e ha guidato la gara fino a quando non è stato costretto al ritiro per un suo errore nel corso del trentesimo giro. Si è imposto quindi Heinz-Harald Frentzen (alla sua ultima vittoria in F1) su Jordan, mentre il secondo e il terzo sono stati ottenuti rispettivamente da Ralf Schumacher e Mika Salo. Eddie Irvine, giunto sesto, è riuscito ad ottenere un punto e a raggiungere Häkkinen in testa alla classifica piloti, mentre Frentzen si è portato a dieci lunghezze di distanza dalla coppia di testa e si è inserito nella lotta per il titolo mondiale.
Molto elevata anche l'affluenza di pubblico, con oltre 110.000 spettatori alla domenica e un totale di circa 180.000 per tutta la durata del fine settimana..

## Vigilia

### Aspetti tecnici

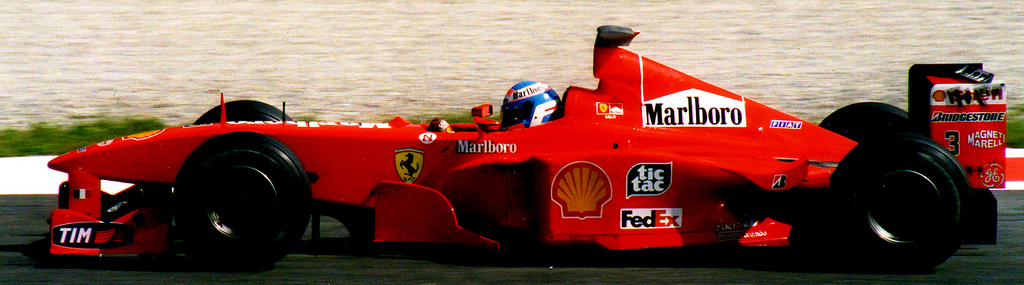
Mika Salo con la sua Ferrari F399 durante i test svoltisi la settimana precedente il Gran Premio.

La McLaren presenta nuove prese d'aria dei freni utilizzando una bocca di ingresso più grande ed aggiungendone una seconda per favorire il raffreddamento delle pinze dei freni. Inoltre conferma l'utilizzo della scocca e della nuova sospensione posteriore già utilizzate durante il Gran Premio del Belgio. La Ferrari, invece, non porta novità tecniche rilevanti, limitandosi a confermare la configurazione aerodinamica utilizzata durante i test sul tracciato brianzolo avvenuti la settimana precedente. Viene comunque provato un'evoluzione del motore e vengono svolte molte prove per migliorare il sistema di sospensioni controattive senza conseguire buoni risultati. Pure la Williams non presenta modifiche rilevanti alle proprie monoposto, limitandosi ad aggiungere un flap alla parte anteriore della vettura. Nuovo invece l'alettone posteriore presentato dalla Jordan, riconoscibile per l'aggiunta di due paratie laterali ai lati e per la forma scavata nella parte centrale. Pure la Benetton presenta un nuovo alettone anteriore, molto simile a quello utilizzato dalla Ferrari.
Molto meno rilevanti le modifiche apportate dagli altri team che corrono con la stessa configurazione che hanno utilizzato ad Hockenheim, con la Stewart che presenta flap differenti nell'avantreno rispetto a quelli utilizzati nelle corse precedenti e la Sauber che torna ad utilizzare lo stesso alettone anteriore dell'anno precedente.

### Aspetti sportivi
Nel fine settimana monzese diviene sempre più evidente che Eddie Irvine diverrà pilota della Jaguar per la stagione seguente. Nonostante il silenzio stampa imposto da Jean Todt, manca infatti solamente l'ufficialità da parte del team britannico. Diviene intanto ufficiale l'arrivo di Barrichello al posto del pilota nordirlandese per il 2000. La scuderia di Maranello, nel frattempo, riconferma Ross Brawn prolungandogli il contratto fino al 2001.

## Prove libere

### Resoconto
Nelle prove libere del venerdì i migliori parziali vengono ottenuti da Ralf Schumacher, seguito da Jarno Trulli, Alessandro Zanardi e Jean Alesi. Tra gli sfidanti per la vittoria del titolo Häkkinen è quello che ottiene i parziali migliori, classificandosi al quinto posto, mentre le Ferrari evidenziano notevoli problemi con Irvine sedicesimo e Salo diciassettesimo. A detta dei piloti la vettura è molto instabile ed sono entrambi afflitti da problemi di sovrasterzo che li porta più volte ad andare in testacoda. Il nordirlandese, poi, viene anche multato dalla FIA di diecimila dollari per aver superato il limite di velocità nella corsia dei box e per tutto il venerdì si mostra teso e nervoso. Al suo contrario Häkkinen esprime il suo ottimismo dichiarando di aver utilizzato un solo treno di gomme e con degli pneumatici nuovi può migliorare nettamente il suo tempo sul giro, come infatti avviene nella sessione del sabato, in cui ottiene il terzo tempo preceduto dal compagno di squadra e da Frentzen. Da segnalare inoltre un incidente occorso a Marc Gene durante la prima sessione di prove alla variante Ascari.

### Risultati
Nella prima sessione del venerdì, si è avuta la seguente situazione:
| Pos | Nome          | Squadra/Motore   | Tempo    |
| --- | ------------- | ---------------- | -------- |
| 1   | Jean Alesi    | Sauber-Petronas  | 1:25.030 |
| 2   | Mika Häkkinen | McLaren-Mercedes | 1:25.103 |
| 3   | Jarno Trulli  | Prost-Peugeot    | 1:25.182 |

Nella seconda sessione del venerdì, si è avuta la seguente situazione:
| Pos | Nome               | Squadra/Motore    | Tempo    |
| --- | ------------------ | ----------------- | -------- |
| 1   | Ralf Schumacher    | Williams-Supertec | 1:24.507 |
| 2   | Jarno Trulli       | Prost-Peugeot     | 1:24.692 |
| 3   | Alessandro Zanardi | Williams-Supertec | 1:24.823 |

Nella prima sessione del sabato, si è avuta la seguente situazione:
| Pos | Nome                  | Squadra/Motore     | Tempo    |
| --- | --------------------- | ------------------ | -------- |
| 1   | Heinz-Harald Frentzen | Jordan-Mugen-Honda | 1:23.142 |
| 2   | David Coulthard       | McLaren-Mercedes   | 1:23.412 |
| 3   | Mika Häkkinen         | McLaren-Mercedes   | 1:23.482 |

## Qualifiche

### Resoconto
Häkkinen domina le qualifiche, conquistando la sesta pole position consecutiva e realizzando un giro ad una velocità media superiore ai 250 chilometri orari. Il finlandese precede Frentzen, la cui Jordan si dimostra particolarmente competitiva, e Coulthard. Al quarto posto vi è Zanardi, al miglior risultato di una stagione fino a questo momento molto difficile. Seguono Ralf Schumacher, Salo, che a differenza del compagno di squadra modifica l'assetto della sua vettura, Barrichello, Irvine, Hill e Panis. In difficoltà i due piloti della Benetton, con Wurz quattordicesimo e Fisichella addirittura diciassettesimo.

### Classifica
| Pos | No | Pilota                | Costruttore          | Tempo    | Distacco |
| --- | -- | --------------------- | -------------------- | -------- | -------- |
| 1   | 1  | Mika Häkkinen         | McLaren - Mercedes   | 1:22.432 |          |
| 2   | 8  | Heinz-Harald Frentzen | Jordan - Mugen-Honda | 1:22.926 | +0.496   |
| 3   | 2  | David Coulthard       | McLaren - Mercedes   | 1:23.177 | +0.745   |
| 4   | 5  | Alessandro Zanardi    | Williams - Supertec  | 1:23.432 | +1.000   |
| 5   | 6  | Ralf Schumacher       | Williams - Supertec  | 1:23.636 | +1.204   |
| 6   | 3  | Mika Salo             | Ferrari              | 1:23.657 | +1.225   |
| 7   | 16 | Rubens Barrichello    | Stewart - Ford       | 1:23.739 | +1.307   |
| 8   | 4  | Eddie Irvine          | Ferrari              | 1:23.765 | +1.333   |
| 9   | 7  | Damon Hill            | Jordan - Mugen-Honda | 1:23.979 | +1.547   |
| 10  | 18 | Olivier Panis         | Prost - Peugeot      | 1:24.016 | +1.584   |
| 11  | 22 | Jacques Villeneuve    | BAR - Supertec       | 1:24.188 | +1.756   |
| 12  | 19 | Jarno Trulli          | Prost - Peugeot      | 1:24.293 | +1.861   |
| 13  | 11 | Jean Alesi            | Sauber - Petronas    | 1:24.591 | +2.159   |
| 14  | 10 | Alexander Wurz        | Benetton - Playlife  | 1:24.593 | +2.161   |
| 15  | 17 | Johnny Herbert        | Stewart - Ford       | 1:24.594 | +2.162   |
| 16  | 12 | Pedro Diniz           | Sauber - Petronas    | 1:24.596 | +2.164   |
| 17  | 9  | Giancarlo Fisichella  | Benetton - Playlife  | 1:24.862 | +2.430   |
| 18  | 23 | Ricardo Zonta         | BAR - Supertec       | 1:25.114 | +2.682   |
| 19  | 20 | Luca Badoer           | Minardi - Ford       | 1:25.348 | +2.916   |
| 20  | 21 | Marc Gené             | Minardi - Ford       | 1:25.695 | +3.263   |
| 21  | 14 | Pedro de la Rosa      | Arrows               | 1:26.383 | +3.951   |
| 22  | 15 | Toranosuke Takagi     | Arrows               | 1:26.509 | +4.077   |

## Gara

### Resoconto
Al via Häkkinen mantiene la testa della corsa, mentre alle sue spalle scattano bene entrambi i piloti della Williams, con Zanardi che si porta in seconda posizione e Ralf Schumacher che sopravanza Coulthard, partito male. Buona anche la partenza di Pedro Diniz che riesce a recuperare quattro posizioni e di Wurz, portatosi undicesimo. Più in difficoltà Panis ed Herbert che, per evitare collisioni con altri piloti, alla prima variante rallentano vistosamente perdendo diverse posizioni. Nel corso della prima tornata Frentzen riesce a superare Zanardi, recuperando il secondo posto, mentre Coulthard viene superato anche da Salo, scivolando in sesta posizione. Häkkinen riesce immediatamente ad imporre un buon ritmo gara guadagnando un margine via via più consistente sugli inseguitori, mentre lo scozzese non riesce a sorpassare il ferrarista. Contemporaneamente, nelle retrovie, Gené è costretto al ritiro a causa di un contatto con De la Rosa, con il pilota della Arrows costretto ad una lunga sosta ai box per cercare di ovviare a un danno riportato nell'urto alla sospensione anteriore destra. Nel passaggio seguente si ritirano anche Fisichella e Diniz, usciti entrambi di pista, mentre nelle posizioni di testa Häkkinen e Frentzen continuano ad aumentare il loro vantaggio nei confronti degli inseguitori.

Da sinistra: Mika Häkkinen, ritiratosi per un suo errore alla prima variante, s'intrattiene col connazionale Salo, il quale, terzo sul traguardo brianzolo, ottenne il secondo e ultimo podio della carriera in Formula 1.

Nel corso dell'undicesimo passaggio, Barrichello riesce a passare Coulthard ritardando la frenata alla prima Variante, entrando così in zona punti. Durante la medesima tornata Wurz, superato da Panis, è costretto al ritiro per la rottura del cambio. Proprio il francese della Prost è il primo a fermarsi ai box per il rifornimento, visto che la sua squadra pianifica una strategia a due soste, contrariamente a tutte le altre. Nel frattempo Zanardi, la cui vettura subisce danni nel fondo piatto a causa di un passaggio su un cordolo, cede la sua posizione, come da accordo con la scuderia stabilito prima della gara, al compagno di squadra, perdendo man mano terreno nei confronti dei primi. Barrichello, intanto, sta continuando la sua rimonta, superando prima Salo al 19º giro e lo stesso Zanardi al 26º passaggio. Nel corso della tornata successiva anche Salo ha la meglio sul pilota bolognese. Intanto Takagi sbaglia la frenata alla prima variante e colpisce la Minardi di Luca Badoer causando il ritiro del pilota italiano. Il pilota giapponese riesce a continuare la sua corsa, ma dopo alcune tornate è costretto ad abbandonare la corsa per un testacoda.
Al trentesimo passaggio Häkkinen, in testa con otto secondi di vantaggio su Frentzen, sbaglia la scalata alla prima variante inserendo la prima anziché la seconda: la vettura del finlandese parte in testacoda, arrestandosi e spegnendosi nella via di fuga. Il pilota della McLaren, arrabbiatissimo, stacca e getta il volante fuori dall'abitacolo e, dopo essere uscito dalla monoposto, si sfila e getta a terra anche i guanti, per poi accucciarsi e piangere dietro alle barriere. Questo gesto viene inquadrato dalle telecamere e mandato in onda in mondovisione, contribuendo ad incrinare l'immagine di uomo di ghiaccio attribuitagli in precedenza. Passa così al comando Frentzen, seguito da Schumacher e Salo, mentre Barrichello entra ai box per rifornire. Le successive soste non cambiano le posizioni, se non per il fatto che Irvine riesce a passare Zanardi, in difficoltà con la propria vettura. Negli ultimi giri Ralf Schumacher fa segnare il giro più veloce, ma non riesce ad avvicinare la Jordan di Frentzen in testa alla gara. Il tedesco taglia quindi per primo il traguardo, cogliendo la sua seconda vittoria stagionale, l'ultima della sua carriera. Terzo giunge Salo, seguito da Barrichello, Coulthard e Irvine; grazie al punto del sesto posto il pilota della Ferrari raggiunge Häkkinen in testa alla classifica piloti. Fuori dalla zona punti concludono Zanardi, Villeneuve, Alesi, Hill e Panis.

### Classifica
| Pos | N  | Pilota                | Costruttore/Motore   | Giri | Tempo/Ritiro/Media          | Griglia | Punti |
| --- | -- | --------------------- | -------------------- | ---- | --------------------------- | ------- | ----- |
| 1   | 8  | Heinz-Harald Frentzen | Jordan - Mugen-Honda | 53   | 1:17:02.923 - 237.938 km/h  | 2       | 10    |
| 2   | 6  | Ralf Schumacher       | Williams - Supertec  | 53   | +3.272                      | 5       | 6     |
| 3   | 3  | Mika Salo             | Ferrari              | 53   | +11.932                     | 6       | 4     |
| 4   | 16 | Rubens Barrichello    | Stewart - Ford       | 53   | +17.630                     | 7       | 3     |
| 5   | 2  | David Coulthard       | McLaren - Mercedes   | 53   | +18.142                     | 3       | 2     |
| 6   | 4  | Eddie Irvine          | Ferrari              | 53   | +27.402                     | 8       | 1     |
| 7   | 5  | Alessandro Zanardi    | Williams - Supertec  | 53   | +28.047                     | 4       |       |
| 8   | 22 | Jacques Villeneuve    | BAR - Supertec       | 53   | +41.797                     | 11      |       |
| 9   | 11 | Jean Alesi            | Sauber - Petronas    | 53   | +42.198                     | 13      |       |
| 10  | 7  | Damon Hill            | Jordan - Mugen-Honda | 53   | +56.259                     | 9       |       |
| 11  | 18 | Olivier Panis         | Prost - Peugeot      | 52   | Motore                      | 10      |       |
| Rit | 17 | Johnny Herbert        | Stewart - Ford       | 40   | Frizione                    | 15      |       |
| Rit | 15 | Toranosuke Takagi     | Arrows               | 35   | Testacoda                   | 22      |       |
| Rit | 14 | Pedro de la Rosa      | Arrows               | 35   | Motore                      | 21      |       |
| Rit | 1  | Mika Häkkinen         | McLaren - Mercedes   | 29   | Testacoda                   | 1       |       |
| Rit | 19 | Jarno Trulli          | Prost - Peugeot      | 29   | Surriscaldamento            | 12      |       |
| Rit | 23 | Ricardo Zonta         | BAR - Supertec       | 25   | Ruota                       | 18      |       |
| Rit | 20 | Luca Badoer           | Minardi - Ford       | 23   | Collisione con T.Takagi     | 19      |       |
| Rit | 10 | Alexander Wurz        | Benetton - Playlife  | 11   | Elettrico                   | 14      |       |
| Rit | 12 | Pedro Diniz           | Sauber - Petronas    | 1    | Testacoda                   | 16      |       |
| Rit | 9  | Giancarlo Fisichella  | Benetton - Playlife  | 1    | Testacoda                   | 17      |       |
| Rit | 21 | Marc Gené             | Minardi - Ford       | 0    | Collisione con P.De La Rosa | 20      |       |

## Classifiche

### Piloti
| Pos. | Pilota                | Punti |
| ---- | --------------------- | ----- |
| 1    | Mika Häkkinen         | 60    |
| 1    | Eddie Irvine          | 60    |
| 3    | Heinz-Harald Frentzen | 50    |
| 4    | David Coulthard       | 48    |
| 5    | Michael Schumacher    | 32    |
| 6    | Ralf Schumacher       | 30    |
| 7    | Rubens Barrichello    | 15    |
| 8    | Giancarlo Fisichella  | 13    |
| 9    | Mika Salo             | 10    |
| 10   | Damon Hill            | 7     |
| 11   | Alexander Wurz        | 3     |
| 11   | Pedro Diniz           | 3     |
| 13   | Johnny Herbert        | 2     |
| 13   | Olivier Panis         | 2     |
| 15   | Pedro de la Rosa      | 1     |
| 15   | Jarno Trulli          | 1     |
| 15   | Jean Alesi            | 1     |

### Costruttori
| Pos. | Team                 | Punti |
| ---- | -------------------- | ----- |
| 1    | McLaren - Mercedes   | 108   |
| 2    | Ferrari              | 102   |
| 3    | Jordan - Mugen-Honda | 57    |
| 4    | Williams - Supertec  | 30    |
| 5    | Stewart - Ford       | 17    |
| 6    | Benetton - Playlife  | 16    |
| 7    | Sauber - Petronas    | 4     |
| 8    | Prost - Peugeot      | 3     |
| 9    | Arrows               | 1     |

## Dopo la gara
Nel dopo gara Häkkinen si dichiara molto rammaricato per il suo ritiro, addossandosi tutte le responsabilità per l'accaduto e giudicando il suo errore stupido. Ron Dennis, pur se amareggiato, difende comunque il proprio pilota affermando che il finlandese è lo stesso in grado di lottare per il mondiale vista la sua grinta e la sua reattività di fronte a queste situazioni.
Più raggianti le dichiarazioni di Eddie Irvine, il quale, nonostante è protagonista di una gara incolore, si dichiara ottimista per il prosieguo della stagione, visto che, a suo dire, le piste successive si adattano meglio alla sua vettura. Rimarca inoltre il fatto che il ritiro di Häkkinen rappresenta per la McLaren un'occasione persa, ma fa anche autocritica evidenziando il fatto che tiene durante la gara un comportamento poco grintoso.
La vittoria ottenuta, però, fa sì che nella lotta al titolo mondiale si inserisca pure Heinz-Harald Frentzen, il quale dedica il proprio successo a sua figlia Lea che nascerà pochi mesi dopo e dichiara che il suo obiettivo principale rimane comunque il terzo posto nella classifica piloti. Nonostante ciò ritiene ancora possibile, seppur molto difficile, la conquista del campionato. Evidenzia, però, che la Jordan ben si adatta a circuiti veloci, mentre in quelli lenti ha maggiori difficoltà nella messa a punto e risulta meno competitiva.
Di tutt'altro tenore le dichiarazioni di Zanardi, ritrovatosi settimo e fuori dalla zona punti, e di Coulthard che ammette di essere stato poco incisivo durante la gara.
Infine Badoer attacca duramente Takagi accusandolo di avere una guida troppo incauta e pericolosa, rifiutandosi di accettare le scuse del pilota giapponese.